# Гунделия
Гунде́лия (лат. Gundelia) — род растений семейства Астровые (Asteraceae). Произрастает в пустынных областях Сирии, Израиля, Иордании, Ирана, Ирака, Азербайджана и Армении.
В 1998 году на Туринской плащанице была обнаружена пыльца Gundelia tournefortii, после чего появилась версия, что именно это растение было Терновым венцом Иисуса Христа.
Gundelia tournefortii является съедобной в марте, когда оно ещё находится в стадии ростка. Летом растение засыхает, и на нём появляются шипы. В конце лета оно цветёт, семена разносятся ветром.

## Значение и применение человеком
Арабские народы используют гунделию в пищу, а также в медицинских целях. Её можно встретить на рынках Турции, Палестины, Сирии. В Израиле распространено блюдо из гунделии и рубленого мяса, жаренного на оливковом масле с лимонным соком.
В Израиле растение считается охраняемым и запрещено к сбору.

## Виды
Род включает 17 видов:
- Gundelia anatolica Fırat
- Gundelia aragatsi Vitek, Fayvush, Tamanian & Gemeinholzer
- Gundelia armeniaca Nersesian
- Gundelia asperrima (Trautv.) Fırat
- Gundelia cappadocica Fırat
- Gundelia cilicica Fırat
- Gundelia colemerikensis Fırat
- Gundelia dersim Vitek, Yüce & Ergin
- Gundelia komagenensis Fırat
- Gundelia mesopotamica Fırat
- Gundelia microcephala (Bornm.) Vitek
- Gundelia munzuriensis Vitek, Yüce & Ergin
- Gundelia rosea M.Hossain & Al-Taey
- Gundelia siirtica Fırat
- Gundelia tehranica Vitek & Noroozi
- Gundelia tournefortii L. typus[1]
- Gundelia vitekii Armağan